# Acer Aspire 7
L’Acer Aspire 7 è un computer prodotto dalla Acer a partire dal 2018.

## Specifiche tecniche
- Scheda madre: Intel Core i7-9750H;
- Scheda grafica: NVIDIA GeForce GTX 1650;
- Schermo: 15.6 ", Full HD (1920 x 1080), IPS;
- Memoria: HDD da 1 TB;
- Ram: 8 GB (1x 8192 MB) - DDR4, 2400 MHz;
- Peso: 2,35 kg.